# 西貢西郊野公園（灣仔擴建部份）

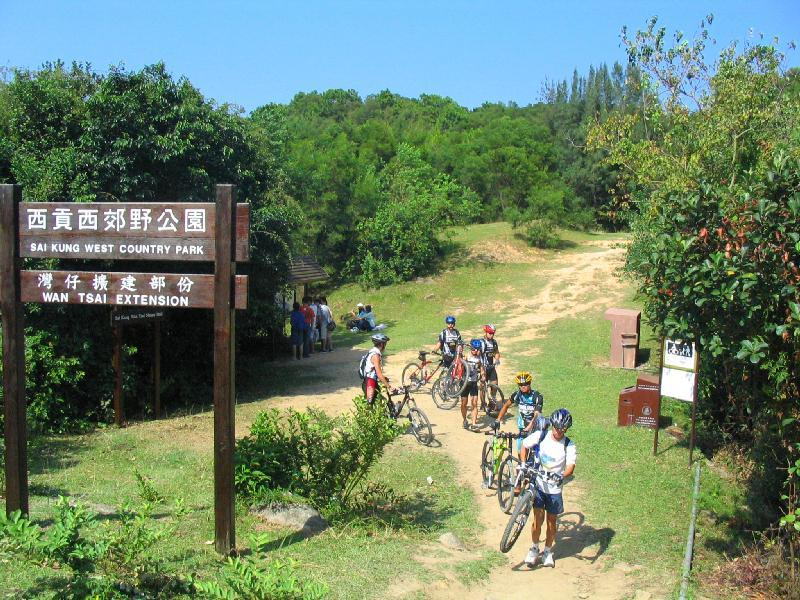
西貢西郊野公園（灣仔擴建部份）

西貢西郊野公園（灣仔擴建部份）（英語：Sai Kung West Country Park (Wan Tsai Extension)），或稱西貢西（灣仔擴建部份）郊野公園，是香港的一個郊野公園，佔地達123公頃。公園於1996年6月14日根據《1996年西貢西郊野公園（灣仔擴建部分）（指定）令》正式劃定。公園的所在地——灣仔原為採泥區，為沙田新市鎮工程提供泥土。採泥工程完成後，當局將之闢作郊野公園。

## 公園設施
灣仔擴建部份有大型露營設施，分為灣仔南營地及灣仔西營地，分別有10個及20個營位，並設有可供傷健人士使用的淋浴公廁。公園內還設有由以前採泥時期留下，全長兩公里環繞灣仔半島一周，小型車路所構成的灣仔自然教育徑、灣仔野外均衡定向徑及越野單車徑。

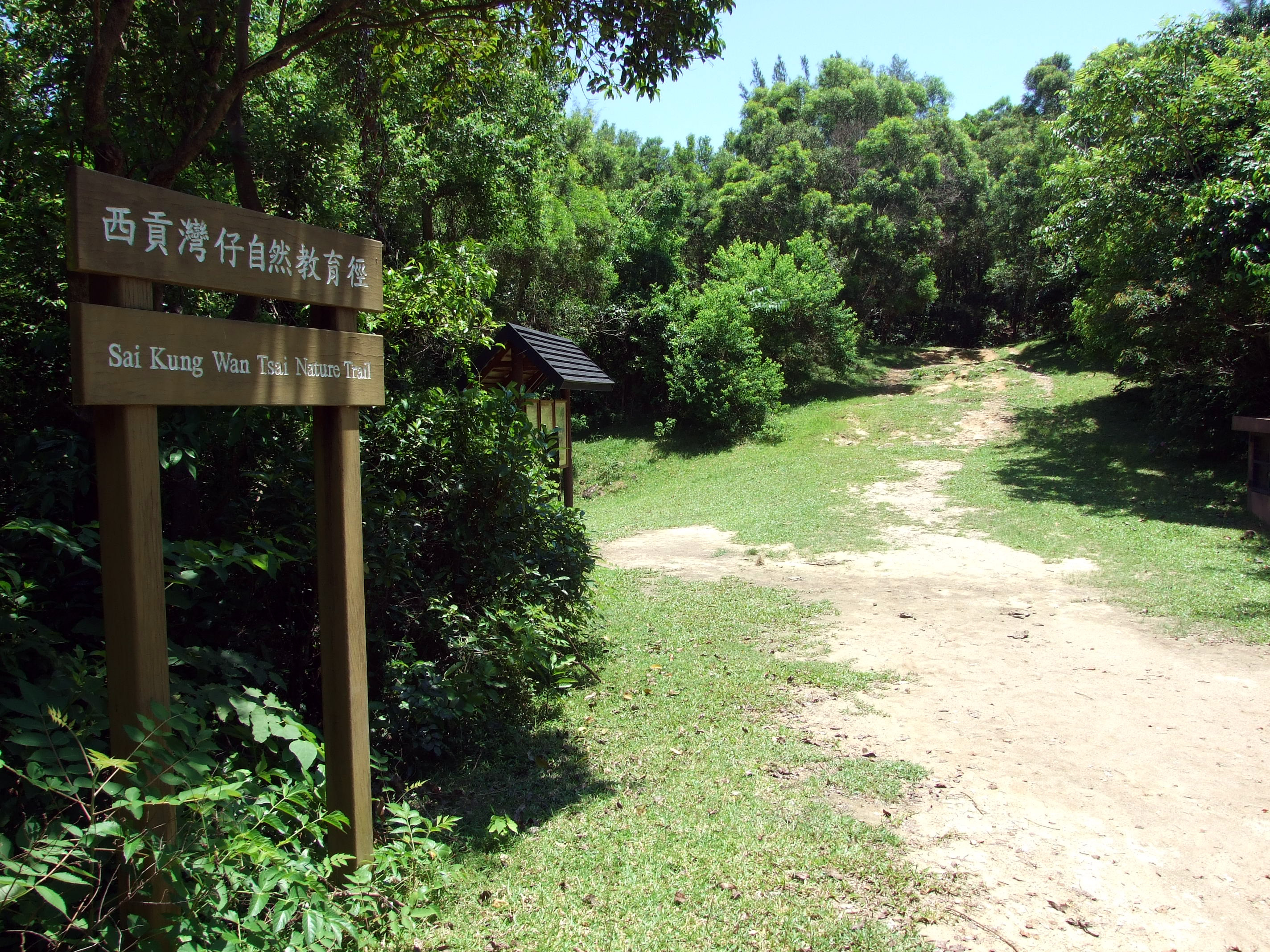
灣仔自然教育徑
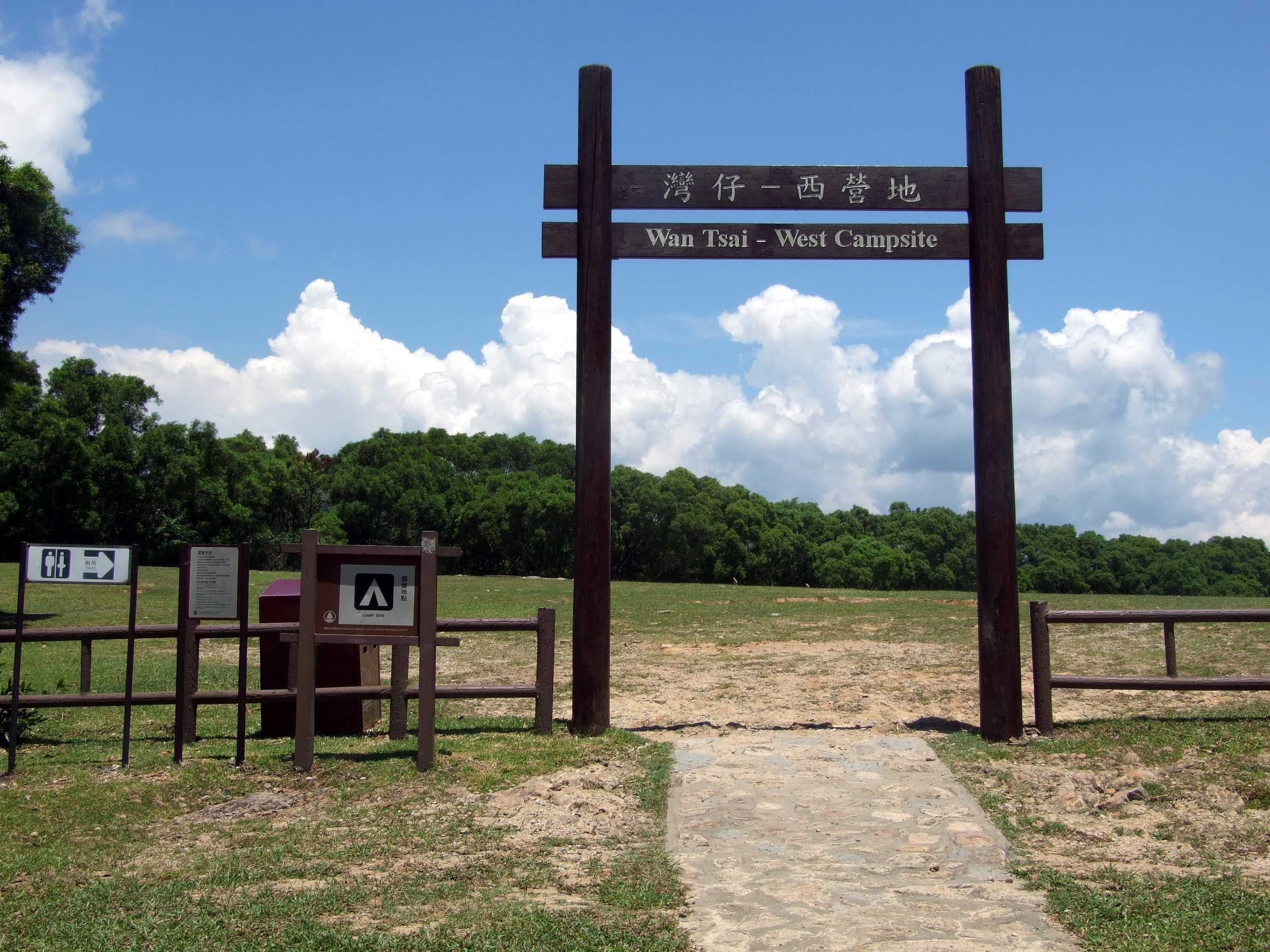
灣仔西營地
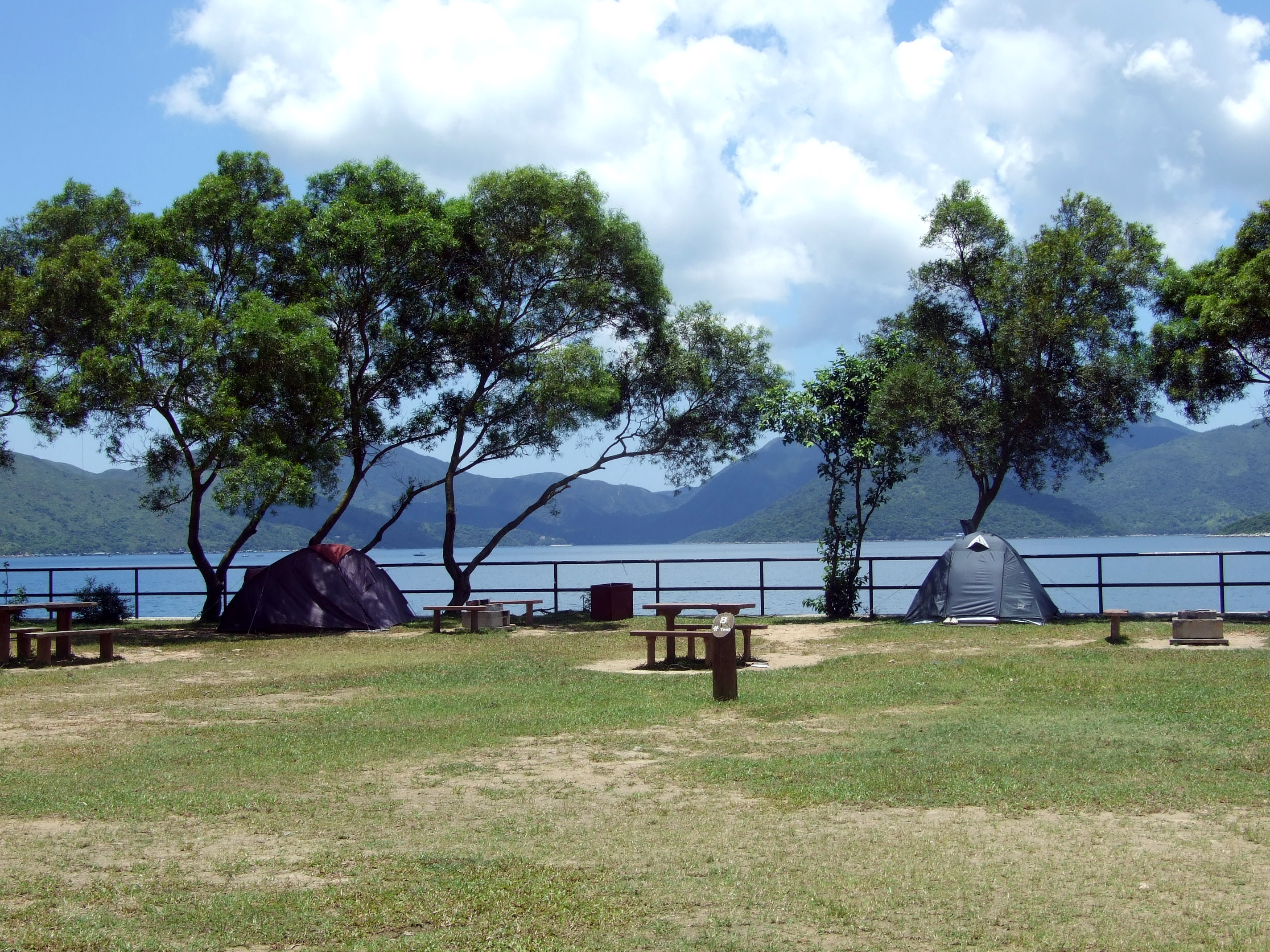
灣仔南營地
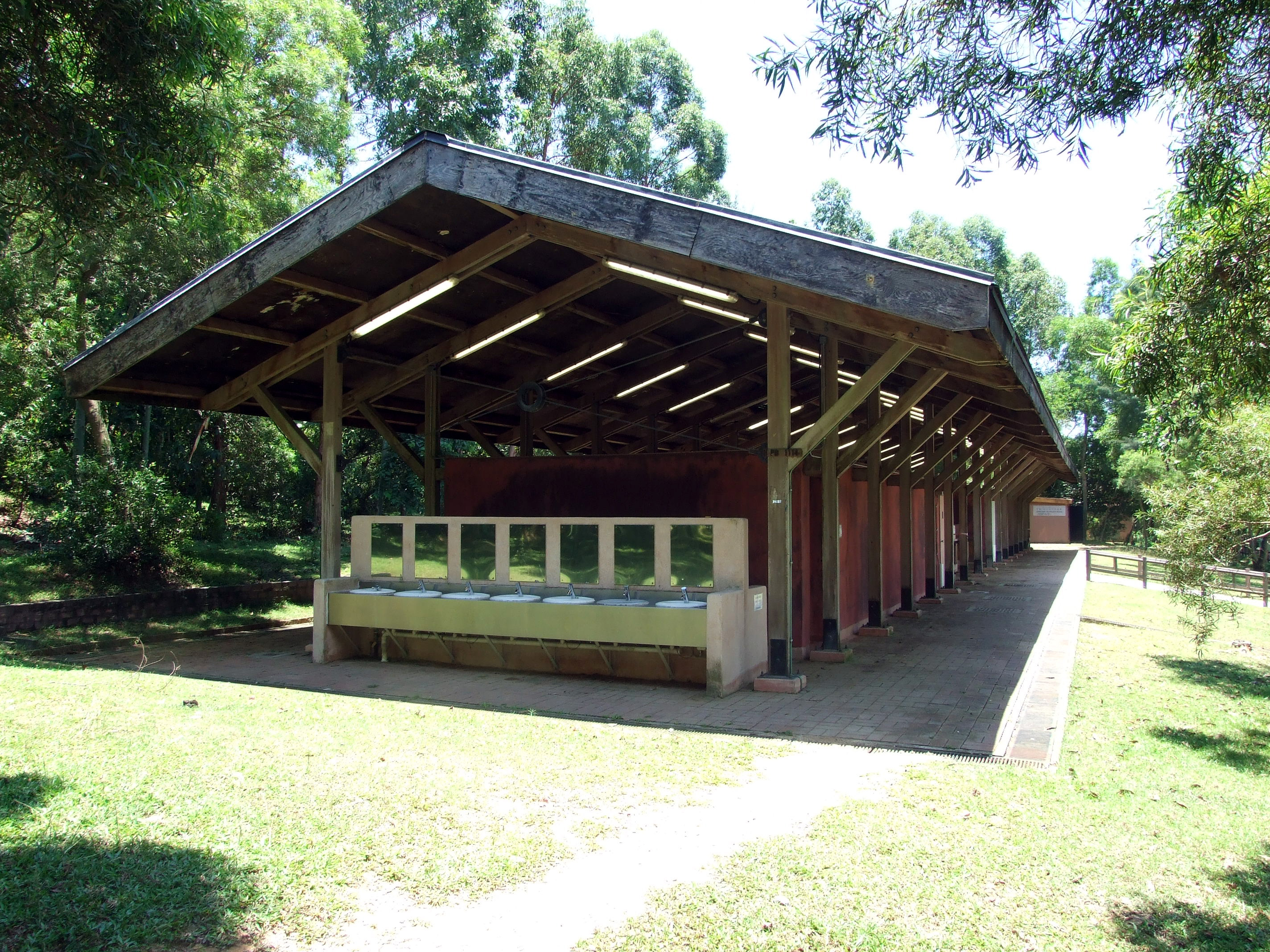
南營地浴室及洗手間

## 物種
灣仔擴建部分原為採泥區，停止運作後即展開大規模植林計劃，林木品種包括台灣相思、木麻黃、濕地松等，加上原生的灌木如油甘子、崗稔及崗松等，為配合區內劃為郊野公園，繼續擴展至種植白千層、紅膠木、大頭茶及鴨腳木等。
樹林棲息了箭豬、穿山甲、果子狸等野生動物，並有不少流浪牛出沒其間；鳥類則有鷓鴣、小鴉鵑、白腰雨燕、小白腰雨燕、白胸翡翠、家燕、田鷚、棕背伯勞及畫眉等。

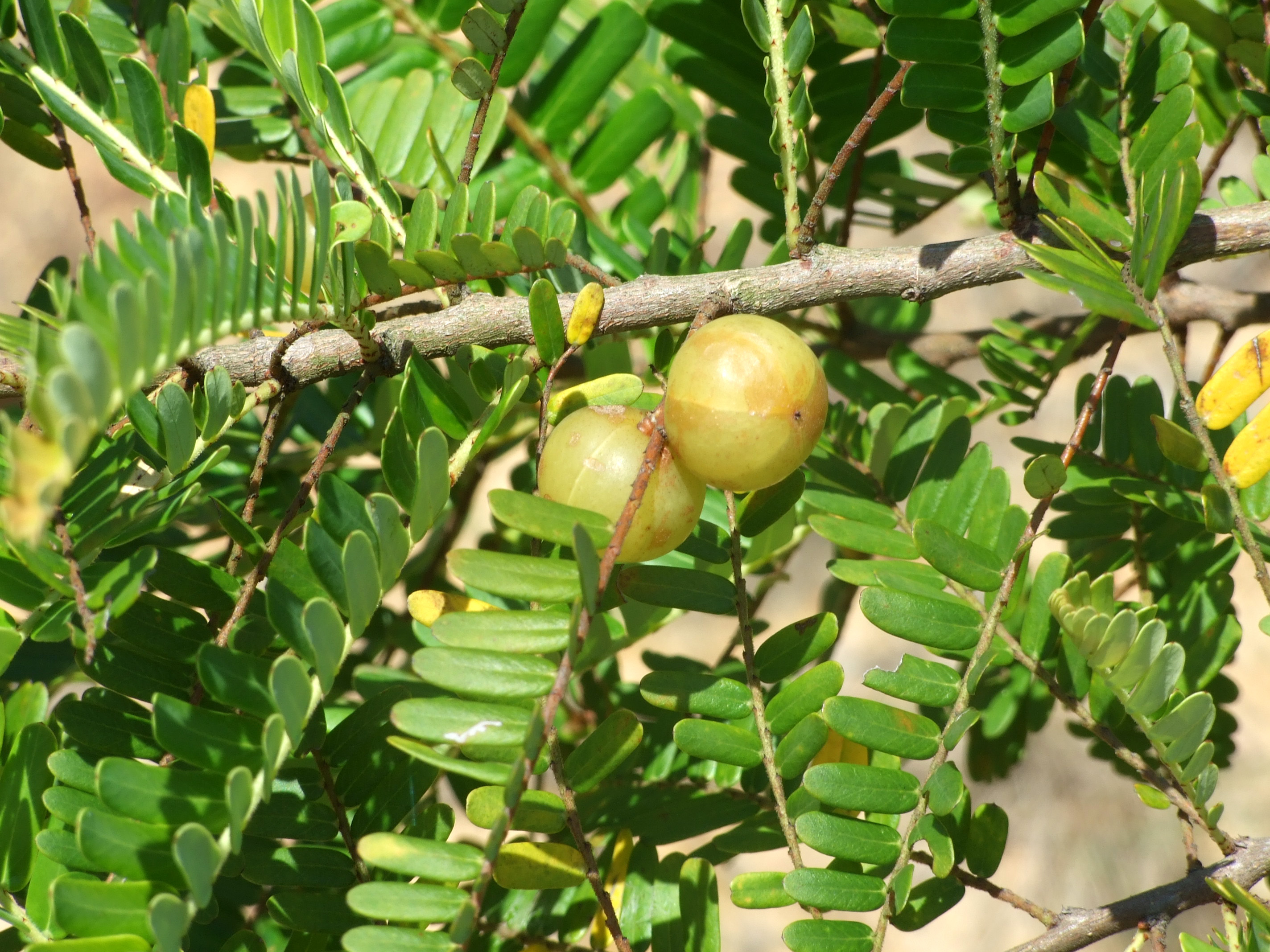
油甘子
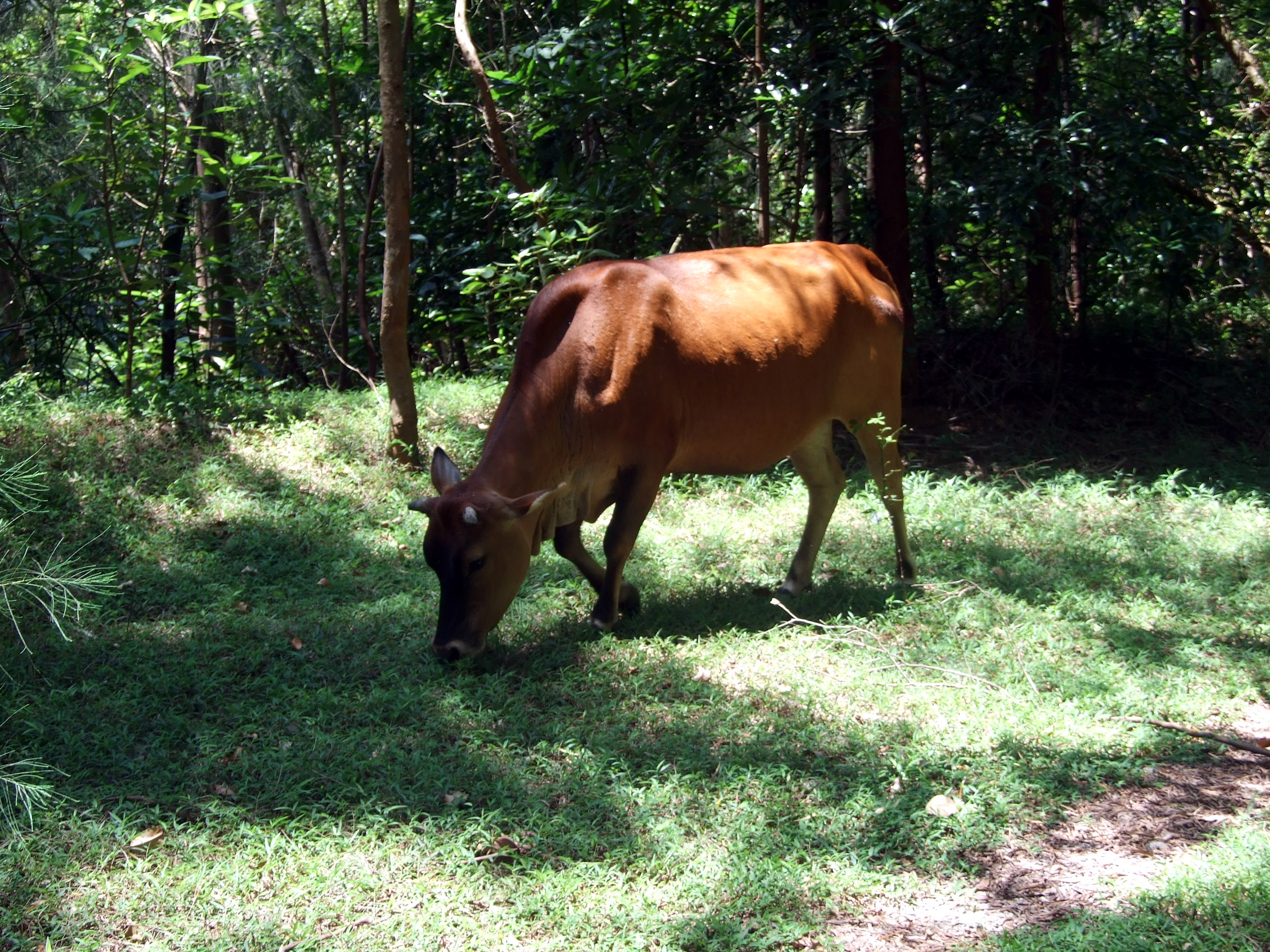
流浪牛

## 景點
- 棺材角：棺材石，可沿山脊經灣仔前往
- 大嶺墩：灣仔半島最高點，無路徑前往

## 站外連結
- 漁農自然護理署 西貢西 （页面存档备份，存于）